# Varvara Pachtchenko
Varvara Pachtchenko (en russe : Пащенко, Варвара Владимировна) est née en 1870 (?) et morte à Moscou le 2 mai 1918 (15 mai dans le calendrier grégorien). Avant son mariage officiel avec Arseni Bibikov (ru), elle a été la première compagne de l'écrivain Ivan Bounine (1870-1953). Celui-ci a écrit à son propos dans son ouvrage La Vie d'Arséniev et dans son récit L'Amour de Mitia.
Varvara est née dans la famille de Vladimir Pachtchenko. Un homme qui a été riche et qui selon les renseignements d'Ivan Bounine a même tenu un opéra à Kharkiv, puis après avoir dilapidé ses biens est allé s'occuper de médecine dans le comté d'Ielets. Toujours selon Bounine, la mère de Varvara était actrice dans sa jeunesse. Grâce à ses parents, Varvara a reçu une bonne formation à domicile. Elle chantait, jouait du piano, participait à des représentations de théâtre amateur. Elle termine les sept années du gymnase avec son diplôme et une médaille d'or. Dès son plus jeune âge, elle portait un pince-nez, qui soulignait son aspect de jeune fille intellectuelle et sérieuse. Cependant, elle rêvait d'entrer au conservatoire et n'y est pas arrivée. C'est pourquoi au printemps 1889, elle accepte un poste de correctrice dans la revue Bulletin d'Orlov où elle rencontre Ivan Bounine.

« Une jeune fille élancée est sortie pour le thé le matin, ses traits du visage sont très beaux, elle porte un pince-nez… est habillée d'une robe russe brodée de fleurs. »

C'était leur première rencontre et Ivan Alexeievitch et Varvara avaient le même âge. Ils ont vécu à la même époque à Ielets pendant leurs années de gymnase, c'est-à-dire cinq ans environ. Ivan Bounine, qui vivait depuis quatre ans dans le khoutor de Boutyrka près d'Ielets, est amené par son père durant l'été 1881 au gymnase de garçons d'Ielets (ru). Toutefois, cinq ans plus tard, après les vacances d'hiver 1886-1887, Ivan a refusé d'y retourner et en a donc été révoqué. Varvara a poursuivi ses 7 années de cours et a obtenu une médaille d'or, une fois son cycle d'étude terminé.
Le 4 novembre 1894, Varvara s'est séparée de Bounine lui laissant un message : « Adieu Vania, Ne pense pas de mal de moi ». Bientôt elle épouse un ami de Bounine, l'écrivain et plus tard acteur de cinéma muet Arséni Bibikov (ru) (1873-1927). Après le départ de Varvara, l'un des médiateurs de la brouille a été un proche des Bounine habitant Poltava Sergueï Balaboukha (ru), ancien révolutionnaire populiste, qui à l'époque était membre du comité de rédaction du journal des Nouvelles de Poltava.
Selon certaines versions, la raison du départ de Varvara était son envie d'une vie plus sécurisée financièrement que celle à envisager avec Bounine. Les hypothèses d'un éventuel refus de son père pourraient provenir du fait que le père était un médecin aisé qui attendait mieux pour sa fille qu'un Bounine, à cette époque désargenté. Après la mort de Varvara, un document a été retrouvé, dans lequel le père lui donnait la permission de se marier, document qu'elle avait caché à Bounine.

Selon Vera Mouromtseva-Bounina, malgré le drame profond que cela était pour Bounine au moment même de la séparation, il n'en a pas gardé rancune à l'égard d'Arseni Bibikov. Quinze ans plus tard, quand Bibikov est parti pour Moscou, les relations avec Bounine avaient repris. Selon le témoignage de Véra Mouromtseva-Bounina : 

« En 1909, le premier novembre, quand les Bibikov sont venus dîner chez nous, nous avons dû nous lever de table et aller au salon boire le café. La femme de chambre m'a apporté un télégramme qui contenait des félicitations à Ivan pour son élection à l'académie en des termes raffinés. J'ai regardé Varvara Bibikova se lever de table. Elle était pâle, mais calme. Au bout d'une minute, elle a dit sèchement : « Je vous félicite ! » »

Le pire des coups du sort pour Varvara et son mari Arseni Bibikov a été la perte de leur fille unique Militsa alors qu'elle n'avait que 13 ans, victime de la tuberculose. Elle montrait, comme sa mère, des talents au piano et espérait entrer au conservatoire. Au début de la maladie, les parents l'avaient envoyée en Suisse à Davos pour y être soignée. Mais le sanatorium a informé les parents de la détérioration de son état. Quand son père a voulu la ramener, la jeune fille est morte durant le trajet de retour. Le père n'a pu ramener chez lui que la photo d'elle sur son lit de mort à l'église. Cette triste histoire a été reprise dans un récit de Bounine intitulé Le peintre fou :

« Il se pencha vers la valise, ses cheveux retombaient en avant. En passant sa main sous le linge, il en sortit un grand album recouvert de velours blanc, puis s'assit sur la chaise près de la table. En ouvrant l'album, il rejeta résolument et fièrement la tête en arrière et se figea dans la contemplation. Dans l'album se trouvait une grande photographie : l'intérieur d'une chapelle vide, garnie de voûtes, aux murs de pierres polies. Au milieu, sur un catafalque recouvert d'un drap, se trouvait un long cercueil, dans lequel gisait une jeune femme maigre aux paupières saillantes closes. Sa tête fine et belle était entourée de guirlandes de fleurs, ses mains jointes reposaient haut sur sa poitrine. Devant le cercueil se tenaient trois prêtres de l'église. »

Varvara Pachtchenko-Bibikova est morte à Moscou le 2 mai 1918 (15 mai dans le calendrier grégorien), également de la tuberculose. Le jour de sa mort, son mari veuf a appelé Bounine, son premier amour, dès le matin. Bounine écrit dans son journal :

« Le matin à 10 heures, j'étais encore au lit, Arsik en pleurant me dit que Varvara est morte. Durant toute la journée, je n'ai rien ressenti comme sentiment à propos de cette annonce ! Comme c'est dur ! Après tout quel rôle a-t-elle joué dans ma vie ! Et il y a bien longtemps nous sommes venus ensemble à Poltava… »

Arseni Bibikov est mort en 1927 également de la tuberculose. Cette maladie a été fatale à toute cette famille.